# Miryan, Chincholi
Miryan là một làng thuộc tehsil Chincholi, huyện Gulbarga, bang Karnataka, Ấn Độ.